# Xu Xin (tenisista stołowy)
Xu Xin (chiń. upr. 许昕; chiń. trad. 許昕; pinyin Xǔ Xīn; ur. 8 stycznia 1990 w Xuzhou) – chiński tenisista stołowy, mistrz olimpijski z Rio de Janeiro (2016), wielokrotny mistrz świata w grze drużynowej i podwójnej.

## Kariera

### Początki
Xu Xin urodził się 8 stycznia 1990 w Jiangsu. 31 października 2004 roku w Funchal na Maderze w Portugalii zdobył złoty medal w Mistrzostwach Świata do lat 15. Pierwszy raz Xu został zanotowany w rankingu ITTF we wrześniu 2006 roku, był wtedy na 434. pozycji w rankingu. Następne międzynarodowe zawody, w których brał udział, to ITTF Taiyuan Junior Open. Turniej ten odbył się 4 września 2006 roku w chińskim Taiyuan. Podczas turnieju drużynowego Xu przegrał tylko jedno spotkanie z Wu Hao. W rozgrywkach indywidualnych doszedł do finału, gdzie uległ Lin Chenowi.

### 2008

#### Stag Belarus Open
Podczas Stag Belarus Open Xu Xin wygrał w kategorii drużynowej wszystkie mecze, pokonując kolejno: Illię Barbolina, Macieja Pietkiewicza, za co dostał 2 punkty, a także Filipa Szymańskiego, Jiang Pengfei, Ivana Katkova, Jewgienija Szczetinin i również dużo wyżej rozstawianego Władimira Samsonowa, za pokonanie którego przyznano mu 20 punktów. Dwóch ostatnich przeciwników pokonał w finale, który Chińczycy wygrali 3–2. W turnieju indywidualnym wygrał wszystkie mecze w grupie i doszedł do finału w którym uległ Władimirowi Samsonowowi.

#### Panasonic Open
Podczas Panasonic China Open w 2008 roku, Xu wygrywał wszystkie mecze z rzędu. Dotarł do ćwierćfinału, w którym zmierzył się z ówczesnym mistrzem świata Wang Liqinem, który był na pozycji 4. w rankingu ITTF (Xu zaś był na pozycji 150). Xu Xin wygrał ten pojedynek. Zwyciężył także w półfinale, pokonując Takanori Shimoyame. W finale zmierzył się z Wang Hao. Po zaciętym pojedynku wygrał Wang, który był faworytem całego turnieju.

### 2009

#### Slovenian Open
Pierwszym turniejem ITTF Xu w 2009 roku było Slovenian Open z cyklu Pro Tour. W pierwszej rundzie trafił na reprezentanta Austrii Daniela Habesohna. Pojedynek zakończył się zwycięstwem młodego Chińczyka. W drugiej rundzie musiał się zmierzyć z koreańskim mistrzem olimpijskim z Aten 2004, Ryu Seung-minem. W pierwszym secie Xu dał mu ugrać tylko 5 punktów, w drugim zaś 4, a w trzecim 5. Czwarty i piąty set należał do Ryu Seung-mina, który wygrał je odpowiednio do 3 i do 8. W szóstym secie Xu oddał przeciwnikowi 6 punktów, tym samym zwyciężył 4-2 w setach, sprawiając sensację i awansując do dalszej rundy. W następnym meczu Xu zagrał z reprezentantem Polski Jakubem Kosowskim, starcie z wyżej rozstawionym Polakiem zakończył wygrywając 4-0 (do 5, 7, 9, 4). W ćwierćfinale czekał na niego Petr Korbel, brązowy medalista drużynowych mistrzostw świata. Przegrał on z Xu Xinem 4-1 w setach odpowiednio 11-7, 11-7, 11-9, 4-11, 11-2. Swój występ w  Slovenian Open w 2009 r. zakończył w półfinale, gdzie grał z rewelacją tego turnieju, Zhang Chao. Przegrał z nim w 5 setach 4-1. Właśnie tych dwóch zawodników wygrało turniej deblowy, pokonując w finale Aleksieja Liwiencowa i Igora Rubcowa. Mecz rozstrzygnął się w 4 setach, które Xu i Zhang wygrali do 9, 8, 5, i 8.

#### Danish Open
W grze pojedynczej w turnieju Danish Open wygrał tylko jeden mecz z Johanem Axelqvistem. W grze deblowej w parze z Ma Longiem doszli do finału, w którym zmierzyli się z najlepszym europejskim deblem Timo Boll – Christian Süß wygrywając w pięciu setach 4-1 (do 3, 8, 9, 8, 10).

#### Qatar Open
W fazie grupowej turnieju Qatar Open wygrał wszystkie mecze. Najpierw pokonał Austriaka Roberta Gardosa w pięciu setach (do 9, 8, 11, 7, 8). W następnej rundzie trafił na dużo wyżej rozstawionego Ma Longa. Mecz rozegrany został w siedmiu setach. Zwyciężył Xu Xin (10, 9, 6, 6, 4, 6, 9). Kolejnym rywalem był João Monteiro, którego pokonał 4-2. Seria zwycięstw zakończyła się w ćwierćfinale z Hao Shuaiem, przegranym 1-4. Tym meczem Xu zakończył swoje występy w Qatar Open 2009.

#### Mistrzostwa świata
W turnieju indywidualnym mistrzostw świata w tenisie stołowym w 2009 zakończył występy po trzech meczach. Pierwszy wygrał z Phakpoomem Sanguansinem. W następnym meczu wygrał z dużo wyżej rozstawionym reprezentantem Singapuru Gao Ningiem. Ostatnim meczem Xu w mistrzostwach był pojedynek z Chenem Qi. W grze podwójnej w parze z Ma Longiem doszli do finału gdzie ulegli Wang Hao & Chenowi Qi 4-1. Pierwszego seta wygrał zespół Xu Xin - Ma Long 11-6. Reszta setów należała do bardziej utytułowanych zawodników, którzy wygrywali odpowiednio 13-11, 13-11, 11-5, 11-9. Tym samym Xu w 2009 zdobył swój pierwszy medal Mistrzostw świata.

#### Harmony China Open
W pierwszej rundzie rozgrywanego w Chinach Harmony China Open ograł Stefana Fegerla, a w drugiej Seiyę Kishikawę. W trzeciej trafił na kolejnego mistrza olimpijskiego z Pekinu, Ma Lina z którym przegrał 4-3. Pierwszego seta wygrał Ma Lin 11-8. W drugim i trzecim role się odwróciły, Xu Xin wygrał 11-2 i 11-6. Kolejnego wygrał Ma Lin 11-8 i doprowadził do stanu 2-2 w setach. Następna partia była ostatnią wygraną przez Xu, skończyła się wynikiem 11-8. Dwa ostatnie sety należały już do faworyta spotkania, w pierwszym z nich rozgromił kolegę z reprezentacji 11-2, a w ostatnim wygrał 11-8. Xu startował także w grze deblowej, gdzie występował z ówczesnym numerem 3 ITTF, Zhangiem Jike. W półfinale, Xu i Zhang trafili na Ma Longa i Chen Qiego. Pierwszego seta wygrali Xu i Zhang 12-10, a drugiego Ma i Chen. Kolejnego wygrali zdobywcy pierwszej partii 11-7. Następne dwa, bardziej utytułowani rywale 12-10 i 11-7. Ostatnie dwie partie należały do Xu i Zhanga, którzy wygrali je 11-5 i 11-8. Tym samym awansowali do finału. W finale czekała na nich para japońska Jun Mizutani – Seiya Kishikawa. Faworyzowani Japończycy wygrali pierwszego seta 12-10. Sety drugi i trzeci zakończyły się zwycięstwem Chińczyków 11-4 i 11-8. Ten set kończył osiągnięcia Xu i Zhanga, ponieważ następne trzy wygrali Mizutani i Kishikawa 11-5, 11-9, 11-9.

#### Volkswagen China vs. World Team Challenge Match
Następnie, również w Chinach odbył się mecz pomiędzy Reprezentacjami Chin i Reszty Świata. W kadrze mężczyzn Chin występowali: Ma Long, Xu Xin i Wang Liqin, a w reszcie świata Joo Se-hyuk, Władimir Samsonow i Kenta Matsudaira. W pierwszym meczu zmierzył się Ma Long z Joo Se-hyukiem. Pierwszego seta wygrał koreańczyk 11-8, drugiego Chińczyk 14-12. Faworyzowany Ma Long wygrał w tym meczu tylko jednego seta. Resztę setów wygrał Joo Se-hyuk 11-6. W następnym pojedynku Xu grał przeciwko Władimirowi Samsonowi, młody Chińczyk wygrał 3-1. Pierwszego seta wygrał Białorusin, a następne trzy Xu odpowiednio 15-13, 11-6 i 11-9. Wszystkie mecze po kolei wygrywali Chińczycy. Ostatni mecz rozegrali Xu Xin i Joo Se-hyuk. Xu, tak jak w meczu z Samsonowem przegrał pierwszego seta, tym razem 11-9. Następne trzy wygrał 11-9, 11-5, 11-5. Chiny wygrały 4-1.

#### 25. Uniwersjada
Na Letniej Uniwersjadzie w turnieju indywidualnym, Xu pokonał najpierw Thomasa Probsta, później Chuan Che-Weia, a na koniec przegrał z Kenji Matsudairą. Drużynowo wraz z reprezentacją Chin wygrał cały turniej. Xu wystąpił w meczach przeciwko Afshinowi Noorozi, Davidovi Zombori, Lennartowi Wehkingowi, a także Emmanuelowi Lebessonowi. Wszystkie te pojedynki zakończyły się na jego korzyść.

#### Drużynowy Puchar Świata
Ten turniej odbył się w dniach 22-25 października w Austrii. Na mecz z Rumunią, Liu Guoliang wystawił Ma Longa, Xu Xina i Zhang Jike. Spotkanie z Rumunią wygrali 3-0, a Xu pokonał gwiazdę kadry rumuńskiej Adriana Crișana. W półfinale  Chińczycy zmierzyli się z reprezentacją Hongkongu. Zhang Jike wygrał pierwszy mecz z Jiang Tianyi, pokonał go w 3 setach. Następny mecz został rozegrany z udziałem Xu Xina który mierzył się z Tse Ka Chunem. Zwyciężył reprezentant Chin (11-8,11-4,11-6). Grą deblową reprezentanci Chińskiej Republiki Ludowej zakończyli ten pojedynek. W finale Chińczycy trafili na Koreę Południową, w której reprezentacji grali tacy zawodnicy jak Ryu Seung-min – mistrz olimpijski z Aten, Joo Se-hyuk – wicemistrz świata z 2003 z Paryża i Oh Sang-eun – trzykrotny indywidualny brązowy medalista Mistrzostw świata. Faworytami w spotkaniu byli reprezentanci Korei, jednakże reprezentanci Chińskiej Republiki Ludowej wygrali 3-0. W pierwszych dwóch partiach indywidualnych Xu nie wystąpił, zagrał w deblu wraz z Ma Longiem. Odnieśli zwycięstwo w starciu z bardziej utytułowanymi Oh Sang-eunem i Ryu Seung-minem, ogrywając ich 3-0 (11-5, 11-6, 11-5). Tym spotkaniem Chiny po raz kolejny wygrały Puchar świata.

#### English Open
Następny turniej z cyklu Pro Tour odbył się na Wyspach Brytyjskich, w dniach 28 października – 1 listopada w Sheffield. Xu rozpoczął swoje występy od spotkania z reprezentantem Hongkongu Leung Chu Yanem. Wygrał z niżej rozstawionym graczem i awansował dalej. Następny mecz Xu po raz kolejny w tym sezonie zagrał z Ryu Seung-minem. Tak jak w poprzednich meczach, młody Chińczyk znowu zwyciężył. W rundzie kolejnej Xu trafił na świeżo upieczonego mistrza Europy Michaela Maze. W tym spotkaniu Chińczyk dał ugrać Duńczykowi tylko jednego seta. W pierwszym rozgromił Maze 11-3, drugiego jednak przegrał takim samym wynikiem. W secie czwartym Duńczyk ugrał tylko 6 punktów. 3. i 5. set zakończyły się wynikiem 11-9 i tym samym Xu awansował do kolejnej rundy. Następne spotkanie było jego ostatnim. Trafił na Ma Longa i po raz kolejny schodził z placu gry pokonany. Tym razem Ma dał mu ugrać tylko jednego seta, wygrywając 4-1.

#### Mistrzostwa Azji
Mistrzostwa Azji odbyły się w dniach 16-22 listopada w Indiach. Razem z reprezentacją Chin Xu wystartował w turnieju drużynowym. Najpierw pokonali Indie 3-1, następnie Hongkong w półfinale takim samym wynikiem. W finale zmierzyli się z Japonią, wygrali 3-2. Tym samym zdobyli złoty medal. W pierwszej rundzie turnieju indywidualnego Xu dostał tzw. „wolny los”, w drugiej trafił na reprezentanta Jordanii Zaida Abo Yamanema, zwycięsko z tego starcia wyszedł Xu Xin, pokonując reprezentanta Jordanii w czterech setach, dając mu ugrać łącznie tylko 12 punktów. Następnie grał z Huang Sheng-shengiem, jak w poprzednim meczu wygrał 4-0. W 1/8 finału młody Chińczyk grał już z bardziej utytułowanym zawodnikiem Jiang Tianyi. Po zaciętym meczu Xu odniósł zwycięstwo 4-3. Ćwierćfinał Xu Xin musiał rozegrać z także młodym graczem, Junem Mizutanim. Reprezentant Japonii ugrał tylko jednego seta. W półfinale czekał już na niego partner deblowy Ma Long. Xu wygrał pierwszego seta 11-9, w drugim zwyciężył Ma. Trzeci znowu trafił na konto Xu Xina, który również wygrał 11-9. Reszta setów była pokazem umiejętności Ma Longa, wygrał 4-3, a Xu musiał się zadowolić brązowym medalem. W turnieju deblowym Xu i Ma Long do 1/4 finału wygrali wszystkie mecze bez straty seta. Grali w nim z parą tajwańską Chuang Chih-yuanem i Wu Chih-chiem oni także przegrali z reprezentantami Chin. W półfinale grali z parą japońską Kentą Matsudaira i Kōki Niwą. Ta para także nie dała rady Chińczykom i przegrała 4-0. W finale naprzeciw siebie stanęły dwie pary chińskie. Przeciwnikami Xu i Ma byli Wang Liqin i Zhang Jike. Pierwsza para szybko rozprawiła się z Wangiem i Zhangiem wygrywając 4-0. Xu miał jeszcze szanse na jeden medal, ponieważ startował także w mikście. Jego partnerką była Liu Shiwen. Doszli do półfinału jednak tam ulegli parze Ma Long i Li Xiaoxia. Zdobyli brązowy medal. Mistrzostwa Azji Xu zakończył z czterema medalami.

### 2010

#### Pro Tour Grand Finals
Na początku sezonu Xu udał się na wielki finał Pro Tour, który od 2008 roku odbywa się w Makau. Podczas pierwszego meczu, który odbył się 8 stycznia, Xu pokonał numer 2 światowego rankingu, Timo Bolla 4-0. Po tym zwycięstwie awansował do ćwierćfinału. Musiał się zmierzyć w nim z Niemcem Bastianem Stegerem. Xu wygrał mecz w czterech setach, dając ugrać Stegerowi tylko 24 punkty. W półfinale Xu grał z Wang Liqinem, jednak trzykrotny mistrz świata nie dał rady Xu Xinowi. Młody Chińczyk wygrał 4-2. Tym samym awansował do finału. W finale czekał na niego jego partner deblowy i obrońca tytułu Ma Long. Pierwszego seta po wyrównanej walce wygrał Ma 11-9. Drugiego i trzeciego szybko wygrał Xu Xin 11-7 i 11-5. W kolejnych trzech setach Ma Long zwyciężał kolejno 11-3,11-5 i 11-2. Tym meczem Ma Long zapisał się w historii, ponieważ został pierwszym graczem który wygrał dwa razy ten turniej z rzędu.

#### Kuwait Open
Następny turniej, na który Xu udał się do Kuwejtu, odbywał się w dniach 23-27 lutego. W pierwszym meczu, zmierzył się z Junem Mizutanim. Po dobrzej grze wygrał z Japończykiem. Kolejnym pokonanym graczem przez Xu był Jang Song-man. W następnej rundzie grał z Singapurczykiem Ma Liangiem i także tym razem schodził z placu gry jako zwycięzca. W ćwierćfinale grał z rodakiem i trzykrotnym mistrzem świata, Wang Liqinem. Ten przegrał jednak z Xu Xinem. Półfinał był pojedynkiem dwóch nadziei chińskiego tenisa stołowego Ma Longa i Xu Xina. Pierwszy set został rozegrany na „przewagi”, wygrał Ma 16-14. W drugim Ma zdeklasował Xu wygrywając 11-2. Sety 3., 4. i 5. poszły na konto Xu, wygrywał odpowiednio 13-11, 11-5 i 11-9. Szóstego seta wygrał Ma Long 12-14. Ostatniego seta wygrał Xu Xin 11-8, tym samym cały mecz wygrał Xu 4-3. Kolejną, ostatnią rundą był finał. Xu grał z Ma Linem. Mecz został rozegrany w 7 setach, a zwycięzcą okazał się Xu.

#### Dalsze rozgrywki

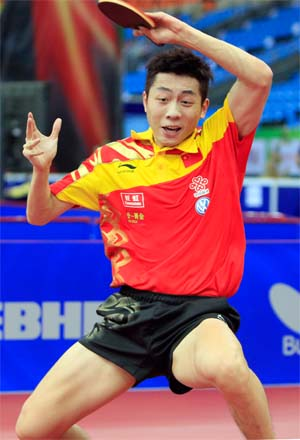
Xu podczas DMŚ w Moskwie 2010

Został powołany do Kadry Chin na Drużynowe mistrzostwa świata w Moskwie. W finale Pucharu Azji w Guangzhou przegrał z Zhangiem Jikem 4-1. Z tym samym zawodnikiem wygrał w finale Kuwait Open. W meczu o 3. miejsce pokonał 34-letniego hongkońskiego tenisistę stołowego Ko Lai Chaka w czterech setach (do 5, 7, 3 i 8). Po tych turniejach Xu Xin awansował z 13. na 8. miejsce rankingu. W pierwszej rundzie drużynowych mistrzostwach świata Reprezentacja Chin grała z Białorusią w podstawowej trójce z Ma Longiem, Wang Hao i Xu Xinem. Pierwsze dwa mecze Ma Long i Wang Hao wygrali 2-0. Xu Xin grał z Pavlem Platonovem. Białorusin nie dał rady Xu i mecz zakończył się wynikiem 3-0, po czym Chiny awansowały do półfinału. Podczas China Open, w konkurencji deblowej, Xu z Ma Linem awansowali do finału. Zmierzyli się w nim z ówczesną najlepszą parą na świecie: Chenem Qi i Wangiem Liqinem. Pierwszy set wygrała para Xu – Ma 14-13, drugiego zaś Wang – Chen 3-11. Trzeciego i czwartego wygrali Xu i Ma odpowiednio do 4 i do 5. Następne dwa sety należały do faworytów którzy wygrali do 7 i 10. Ostatniego seta wygrał Xu – Ma do 7, wygrywając cały mecz 4-3.